# Cielito lindo (programma televisivo)
Cielito lindo è stato un programma televisivo comico in 9 puntate trasmesso su Rai 3 nell'autunno 1993, nella seconda serata della domenica, dal 17 ottobre al 20 dicembre 1993.
Il programma era curato da Athina Cenci, Michele Serra e Sergio Staino, mentre la conduzione era affidata ad Athina Cenci e Claudio Bisio.

## Cast
- Luciana Littizzetto
- Aldo, Giovanni e Giacomo
- Claudio Bisio
- Maurizio Milani
- Margherita Antonelli
- Tony e i Volumi
- Bebo Storti
- Daniele Trambusti
- Nathalie Guetta
- Rocco Tanica
- Cinico TV
- Roberto Da Crema
- Marina Massironi
- Antonio Cornacchione
- Luciano Federico
- Michele Lafortezza